# Cucina russa

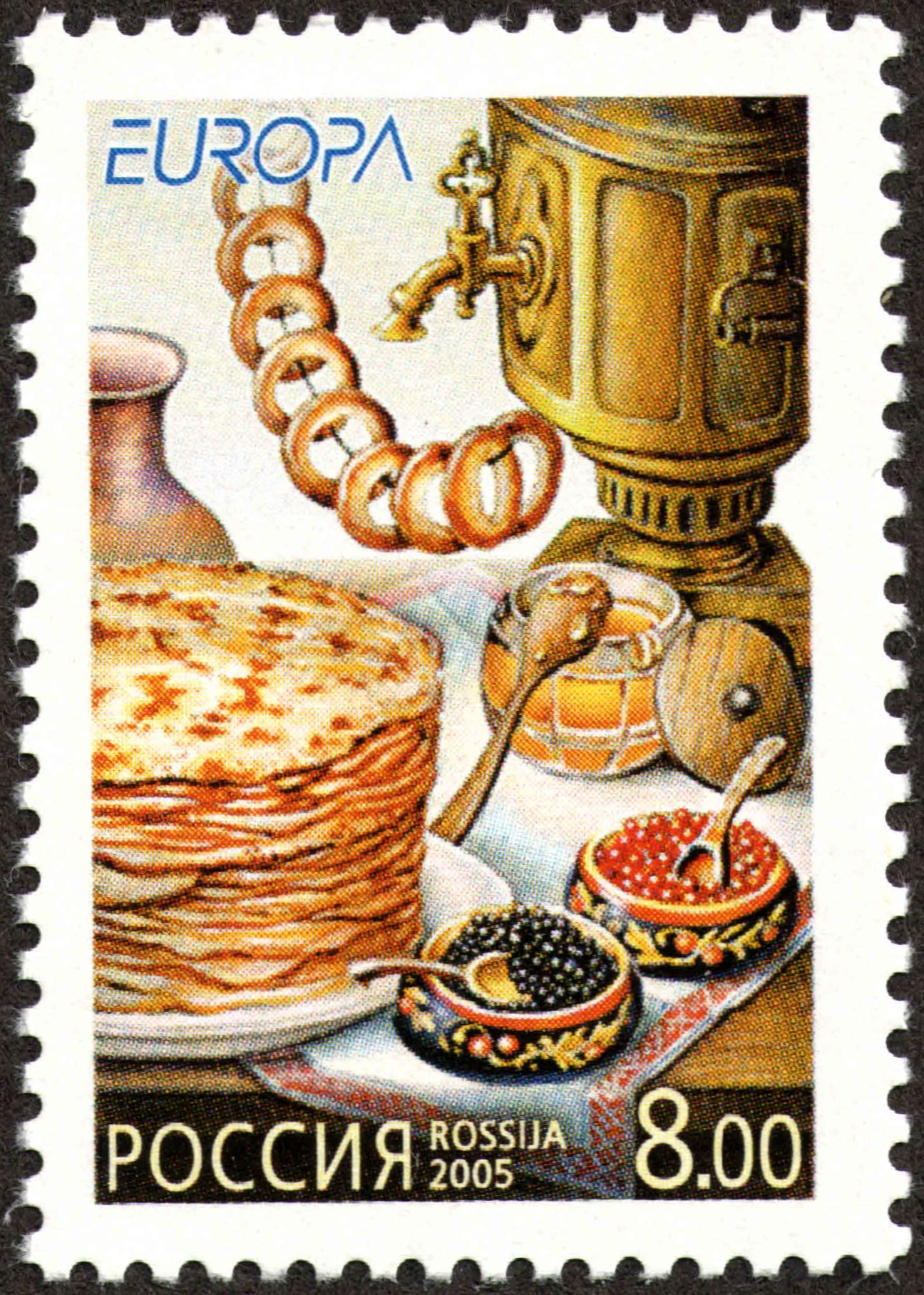
Un francobollo russo mostra i piatti tipici serviti a Maslenitsa: Bubliki, Bliny, caviale, miele e tè in un samovar

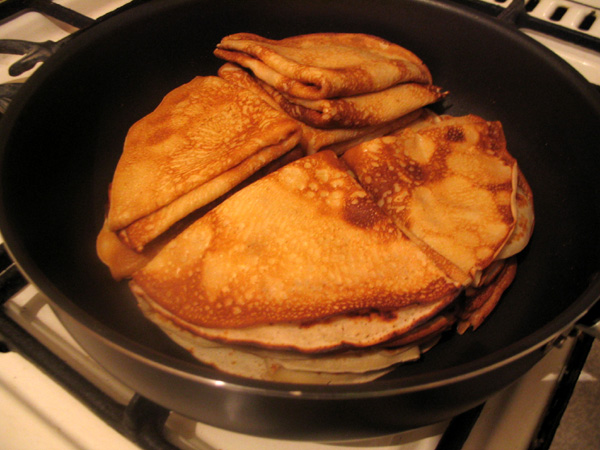
Bliny, uno dei simboli della cucina russa

La cucina russa (русская кухня in russo) è la cucina tradizionale della Russia, legata ai modi di vita e alla storia del popolo russo. Ha subito le influenze delle varie culture presenti nel vasto territorio del Paese e ha inglobato in sé molte pietanze proprie di varie altre nazionalità. Pietanze, ricette e abitudini alimentari cambiano notevolmente nelle varie regioni del Paese. La base dell'alimentazione della maggior parte della popolazione, un tempo rappresentata dai contadini, è costituita da cereali e ortaggi, i quali vengono usati per la preparazione di insalate, zuppe, polente, pane e prodotti affini. Dice un detto popolare: "щи да каша — пища наша" (šči e kaša sono il nostro cibo).

## Pietanze tipiche
Fanno parte delle pietanze tradizionali una molteplicità di zuppe, tra cui si ricordano gli šči, la botvin'ja, il rassol'nik e il boršč. Un altro primo piatto celebre sono i pel'meni, ravioli di farina di grano tenero. Gli ortaggi vengono consumati sia crudi (in salamoia o sott'aceto) sia cotti (al vapore, alla brace o bolliti).
Il pesce si cuoce al vapore, bollito, fritto, stufato o alla brace e può essere farcito con diversi ripieni (per esempio polenta o funghi) oppure si mangia in gelatina una volta essiccato e salato. Il caviale si prepara sotto sale oppure bollito in aceto e latte di papavero. Una ricetta tradizionale delle regioni siberiane è la stroganina, pesce crudo congelato tagliato in fette lunghe e molto sottili e consumato ancora ghiacciato.
La molteplicità di tipi di polenta (kaša) è dovuta alla disponibilità delle diverse qualità di cereali coltivati in Russia. La granella di ogni tipo di cereale si usa sia intera che triturata in vari modi. Tra i latticini si ricordano la smetana (panna acida con cui si condiscono le zuppe, i pel'meni e le insalate), la ricotta (tvorog), il kefir, la rjaženka e lo snežok.

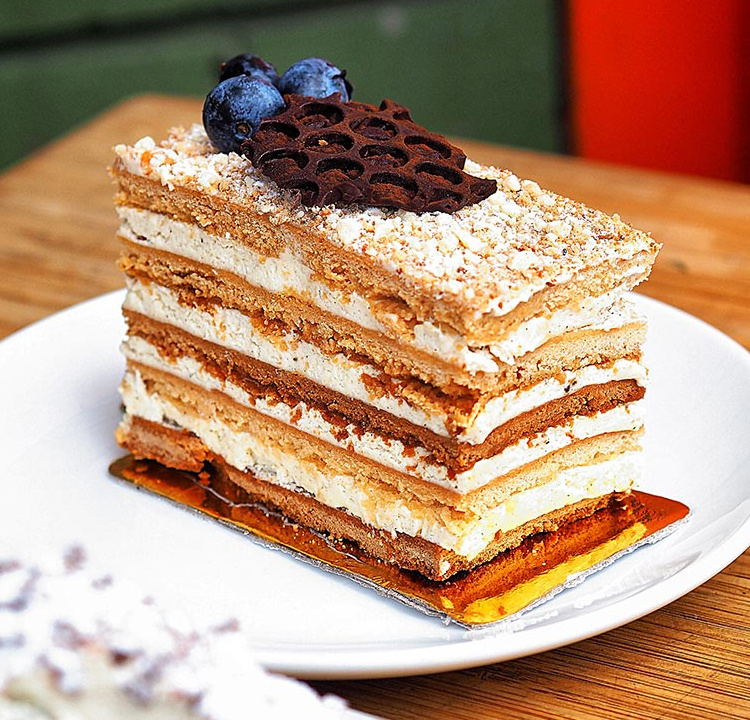
Torta Medovik

Tra i dessert si ricordano il kalač (un tipo di pane), il prjanik (sorta di pan pepato ripieno, tipico della città di Tula), i pirogi (torte salate con ripieno di carne, pesce, patate, ricotta o cavolo cappuccio), i bliny (crespelle dolci di carnevale), il kulič ( dolce pasquale), il medovik (a base di miele e latte condensato), i syrniki (frittelle a base di ricotta) e lo ptič'e moloko (torta al latte ricoperta di cioccolato). Famose sono poi le composte (varen'e).
La chiesa ortodossa ha grandemente influenzato la cucina russa: poiché in più della metà dei giorni di un anno era prescritto il digiuno, per cui non si potevano consumare alcune categorie di alimenti. Per questo nella cucina tradizionale russa prevalgono pietanze con funghi, pesce, grano, ortaggi, frutti di bosco piuttosto che carne. Molti piatti magri tradizionali hanno analogie nelle cucine di altri Paesi: crauti (cavoli fermentati), cetrioli in salamoia, funghi porcini secchi.
Una particolarità della cucina tradizionale sta nel fatto che la frittura come metodo di preparazione veniva utilizzata raramente. Quasi sempre il cibo viene cucinato nel forno a legna mediante bollitura, cottura alla brace, cottura in cartoccio e cottura in umido.